# Bohumil Landa

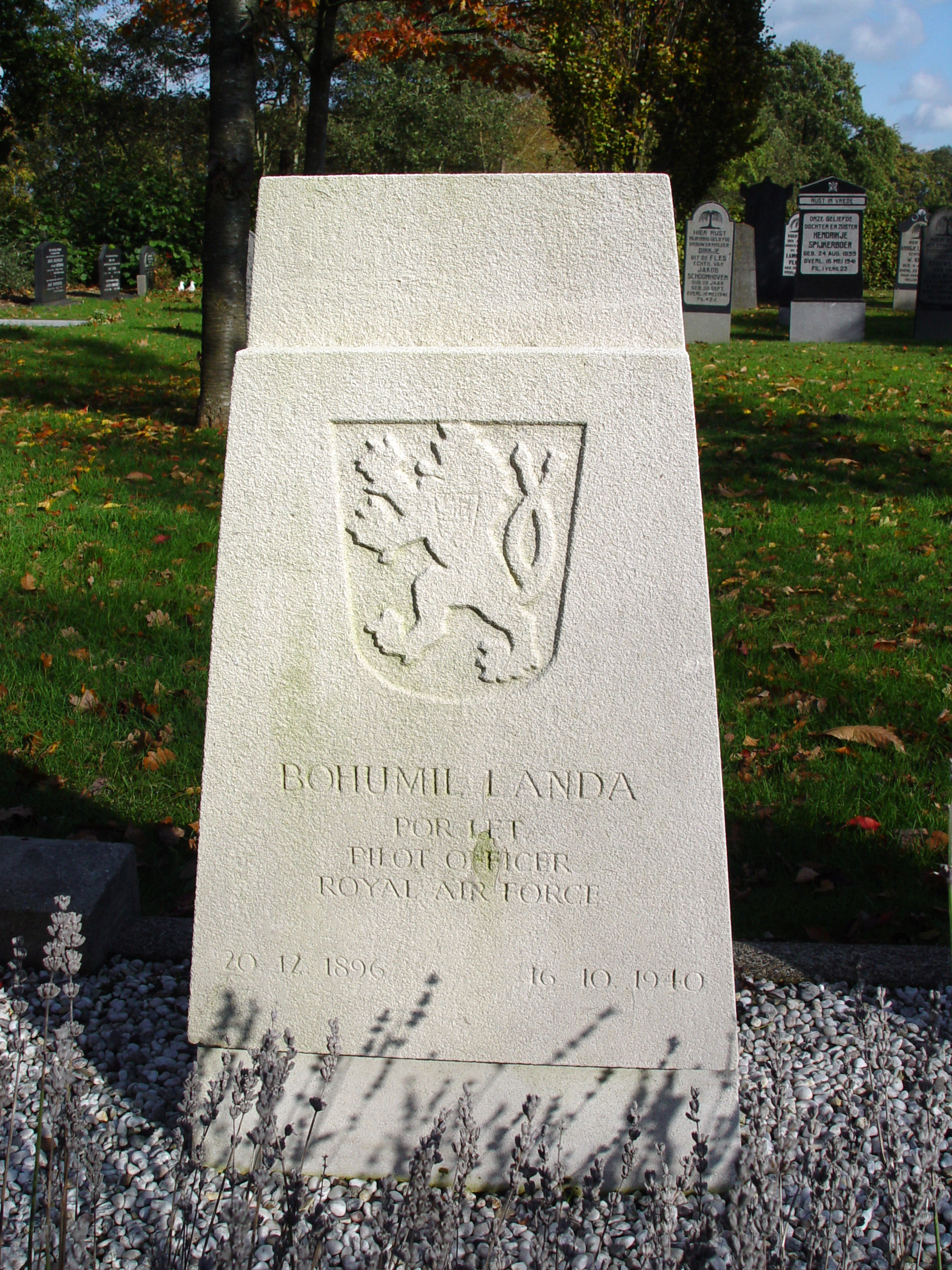
Oosterwolde - Bohumil Landa

Bohumil Landa (20. prosince 1896 Kročehlavy – 16. října 1940 Oosterwolde) byl český vojenský pilot bojující v obou světových válkách, příslušník 311. československé bombardovací perutě a oběť druhé světové války.

## Život

### Před první světovou válkou
Bohumil Landa se narodil 20. prosince 1896 v Kročehlavech u Kladna.

### První světová válka
Bohumil Landa absolvoval pilotní výcvik během jara a léta 1917 postupně na letišti v Rajlovaci a Vídeňském Novém Městě. Pilotní oprávnění získal 8. října 1917. Následně létal na ruské frontě, kde také 10. listopadu téhož roku zaznamenal na stroji Brandenburg C.I svůj jediný sestřel. I Landa měl poškozený letoun a byl zraněn, nouzově ale přistál mezi frontovými liniemi. Oba členové posádky dvoumístného stroje se ale zdárně dostali ke svým. Od dubna 1918 létal na frontě italské a to až do konce první světové války.

### Mezi světovými válkami
Po návratu do Československa ještě v listopadu 1918 vstoupil Bohumil Landa do armádního letectva. Působil v Praze, od března 1919 u pilotní školy na Letné. Od června 1919 sloužil u 1. letecké setniny na Slovensku, na podzim téhož roku létal poštovní lety Praha - Užhorod. Od března 1921 působil jako instruktor v pilotní škole v Chebu a po jejím přesunu v Prostějově, od roku 1931 u cvičné letky v Hradci Králové a od roku 1936 na Ústřední pilotní škole opět v Praze. Stal se jedním s pěti nejstarších učitelů létání v Československé armádě, v roce 1935 měl nalétáno 4000 letových hodin a 21000 letů. V roce 1938 byl povýšen na poručíka. Během všeobecné mobilizace na podzim 1938 byl ustanoven velitelem cvičné letky I/2 v Přibyslavi.

### Druhá světová válka
Po německé okupaci v březnu 1939 opustil Bohumil Landa ilegálně Protektorát Čechy a Morava a přes Slovensko, Maďarsko, Rumunsko a Bejrút se dostal do Francie, kde byl v Agde 26. prosince 1939 odveden do Československé armády v zahraničí. Po pádu Francie v červnu 1940 se evakuoval do Spojeného království. Zde byl přijat do Royal Air Force a zařazen k 311. československé bombardovací peruti, kde létal na strojích Vickers Wellington jako kapitán letadla. Dne 23. září 1940 se zúčastnil bombardování Berlína, což byl teprve třetí nálet Britů na toto město. Dne 16. října 1940 byl jeho letoun Vickers Wellington Mk.IC L7844 KX-T při návratu z bombardování Brém sestřelen nočním stíhačem Ludwigem Beckerem, pro kterého to byl první sestřel z celkových čtyřiceti šesti, a který vyšel ze souboje s lehkým zraněním způsobeným zadním střelcem bombardéru. Stroj se zřítil u Oosterwolde v Nizozemsku, kromě Bohumila Landy zahynul i navigátor Hubert Jarošek, telegrafista Karel Klimt a přední střelec Otto Jirsák. Na padáku se zachránil druhý pilot Emanuel Novotný a zadní střelec Augustin Šesták. Zahynuvší letci byli pohřbeni na hřbitově u obce Oosterwolde v Nizozemské provincii Gelderland.

## Ocenění

### Vyznamenání
- Karlův vojenský kříž

### Posmrtná ocenění
- Bohumilu Landovi byli in memoriam uděleny Československý válečný kříž 1939 a Československá medaile Za chrabrost před nepřítelem
- Bohumil Landa byl in memoriam povýšen do hodnosti plukovníka
- Po Bohumilu Landovi byla v roce 2021 pojmenována jedna z ulic v jeho rodných Kročehlavech[2]